# Legión Estadounidense
La Legión Estadounidense (en inglés American Legion) es una organización de veteranos de guerra estadounidense.
Fue fundada en 1919 y trabaja por el cuidado de veteranos incapacitados y enfermos, promoviendo indemnizaciones y pensiones para estos, sus viudas y los huérfanos. Es apolítica y sin denominación religiosa. Para ser miembro se requiere el haber prestado un honorable servicio y la baja insigne de las fuerzas armadas.
Contribuyó positivamente para establecer los hospitales de veteranos y patrocinó la creación de la Administración de Veteranos de los Estados Unidos en 1930. En 1944 desempeñó un importante papel en la entrada de la Ley de Readaptación de Militares.
Fue una de las principales asociaciones que promovieron el internamiento de japoneses, tanto inmigrantes como estadounidenses de origen étnico japonés, en campos de concentración en suelo estadounidense durante la Segunda Guerra Mundial.
La Legión Estadounidense presume de contar con más de 3 millones de integrantes repartidos en cerca de 15.000 plazas locales y grupos.

## La enfermedad del legionario
La enfermedad del legionario o legionelosis adquirió su denominación en 1976, cuando apareció un brote de neumonía entre los participantes de una convención de la Legión Americana en Filadelfia, Pensilvania (Estados Unidos).
- Datos: Q468865
- Multimedia: American Legion / Q468865